# Plasmaproteiner
Plasmaproteinerne er en vigtig del af blodplasmaet og af serum. Vigtige proteiner er serumalbumin, immunoglobuliner, fibrin og andre koagulationsfaktorer, samt akutfaseproteiner, enzymer og en del hormoner. 
Af specielle plasmaproteiner kan nævnes prealbumin, antitrypsin, orosomucoid eller alpha-1-surt glycoprotein (ORM, AAG eller AGP), alpha-fetoprotein (AFP), haptoglobin, alpha-2-macroglobulin, ceruloplasmin, transferrin, komplementfaktorerne C3/C4 , beta-microglobulin, lipoproteiner, C-reactive protein (CRP), prothrombin, MBL eller MBP (mannose eller mannan-bindende lectin eller protein).
De fleste af plasmaproteinerne er glycoproteiner, hvis kulhydratdel har betydning for proteinets funktion. 

## Eksterne links og henvisninger
- The human protein atlas